# 圣于连达马尼亚克
圣于连达马尼亚克（法語：Saint-Julien-d'Armagnac，意为“阿马尼亚克的圣于连”）是法国朗德省的一个市镇，位于该省东部，属于蒙德马桑区（Mont-de-Marsan）。该市镇总面积14.64平方公里，2009年时的人口为116人。

## 人口
圣于连达马尼亚克人口变化图示